# استان مرقب
مرقب یکی از استان‌های لیبی است.
مرکز این استان شهر خمس است